# 埃努古州
埃努古州（英文：Enugu State）是奈及利亞36州之一，首府埃努古。該州位於奈及利亞東南部，原本屬於阿南布拉州。1991年8月27日，埃努古州正式成立。州名來自於其首府埃努古。